# Anil Murthy
Anil Murthy (19 de març de 1973) és un diplomàtic i dirigent esportiu indi-singapurés. Des de juliol del 2017 és el 37è president del València CF, en substitució de Lay Hoon Chan.
Com a diplomàtic, ha treballat per al govern de Singapur, estant destinat a llocs com París. Arran que el singapurés Peter Lim comprara el València CF l'any 2014, forma part de l'equip directiu quan el novembre de 2016 entra com a conseller executiu.